# 高井田村
高井田村（たかいだむら）は、大阪府中河内郡にあった村。現在の東大阪市の北西端、地下鉄中央線高井田駅の周辺にあたる。

## 歴史
- 1889年（明治22年）4月1日 - 町村制の施行により、若江郡高井田村・新喜多新田・森河内村の区域をもって発足。
- 1896年（明治29年）4月1日 - 所属郡が中河内郡に変更。
- 1933年（昭和8年）4月1日 - 布施町と合併し、改めて布施町が発足。同日高井田村廃止。

## 交通

### 鉄道路線
現在は旧村域にJRおおさか東線の高井田中央駅、Osaka Metro中央線の高井田駅が所在するが、当時は未開業。

### 道路
現在は旧村域を阪神高速13号東大阪線が通過するが、当時は未開通。

## 現在の旧村域
概ね町村制施行前の旧村名を継承した森河内西・森河内東・高井田西・高井田本通・高井田中・新喜多・高井田・高井田元町および長栄寺・長堂の各一部に該当し、東大阪市立高井田中学校の学区および東大阪市立長栄中学校の学区の一部にあたる。ただし、本村の旧大字名を称した東大阪市立新喜多中学校の学区は概ね旧・楠根町、旧・意岐部村の区域からなる。